# 中国国家网格
中国国家网格计划（英語：China National Grid，CNGrid），是中华人民共和国863计划“高性能计算机及其核心软件”重大事项的重要组成部分。

## 概述
其建设目标就是建立聚合高性能计算和事务处理能力的新一代信息基础设施的试验床；通过资源共享、协同TI作和服务机制，有效支持科学研究、资源环境、先进制造和信息服务等应用；以技术创新，推动中国信息化建设及相关产业的发展，CNGrid于2005年底完成第一期建设，总运算速度超过18万亿次，存储容量大于200TB。
中国国家网格环境框架软件由网格门户、网格系统软件和网格资源构成。网格资源是指封装为安全网格服务的本地应用和其他资源。